# الأردن في الألعاب الآسيوية 2002
شاركت الأردن في دورة الألعاب الآسيوية 2002 التي أقيمت في بوسان بكوريا الجنوبية في الفترة من 29 سبتمبر إلى 14 أكتوبر 2002. وفاز الرياضيون من الأردن بميداليتين برونزيتين، وحصلوا على المركز 34 في جدول الميداليات.